# Projecte dearMoon
|  | El títol d'aquest article és incorrecte a causa de limitacions tècniques. El títol correcte de l'article és Projecte #dearMoon. |

El projecte #dearMoon és una missió de turisme lunar i alhora projecte artístic concebuda i finançada pel multimilionari japonès Yusaku Maezawa. El seu component principal és un vol espacial privat on viatjaran Maezawa, uns quants artistes i un o dos tripulants a bord de la nau Starship de SpaceX, volant en trajectòria circumlunar al voltant de la Lluna. El projecte es va anunciar el setembre de 2018 i es calcula que el vol no es produirà abans de 2023.
L'objectiu del projecte és fer que entre sis i vuit artistes reconeguts viatgin amb ell gratuïtament al voltant de la Lluna durant sis dies. Maezawa espera que l'experiència del turisme espacial inspirarà els artistes a crear noves obres d'art. Aquestes obres s'exposarien al cap de cert temps després del retorn a la terra per ajudar a promoure la pau a tot el món.
Maezawa havia contractat prèviament el 2017 un vol lunar amb SpaceX en la nau Dragon 2, molt més petita, llançada per un Falcon Heavy, que hauria portat només dos passatgers. Però segons una comunicació de SpaceX a principis de 2018, els plans amb el Falcon Heavy es van desestimar a favor de la Starship.
La Starship es troba actualment en desenvolupament. Els vols amb tripulació no es faran fins que s'hagin provat els sistemes de la Starship a la Terra i a l'espai exterior.

## Història
El 27 de febrer de 2017, SpaceX va anunciar que estava planejant de fer volar dos turistes espacials en una trajectòria de retorn lliure al voltant de la Lluna; ara s'ha sapigut que són el multimilionari Yusaku Maezawa i un amic. Aquesta missió, que s'havia de llançar a finals de 2018, havia d'utilitzar la càpsula Crew Dragon 2 que ja s'estava desenvolupant pel contracte Commercial Crew Program amb la NASA, i s'havia de llançar amb un coet Falcon Heavy. A més de ser una font d'ingressos per l'empresa, qualsevol missió serviria per desenvolupar tecnologia per als plans de colonització de Mart per SpaceX.
Quan es va fer l'anunci de 2017, la càpsula Crew Dragon 2 encara s'estava desenvolupant i el Falcon Heavy encara no havia volat. Els analistes de la indústria van observar que el calendari que proposava SpaceX semblava massa ambiciós, ja que era probable que la càpsula necessités modificacions per adaptar-se a les diferències en perfil de vol entre el vol lunar proposat i el seu objectiu de disseny original, que era transportar tripulació a les estacions espacials en òrbita terrestre.
El febrer de 2018, SpaceX va anunciar que havia abandonat els plans per certificar el Falcon Heavy per a vol tripulat i que les missions lunars es farien amb el sistema Starship. Llavors, el 14 de setembre de 2018, SpaceX va anunciar que el passatger que ho havia contractat anteriorment es llançaria amb la Starship per sobrevolar la Lluna el 2023. La nau espacial Starship tindrà un volum pressuritzat de 1000 m³, àrees comunes grans, una zona de magatzem, una cuina, i un aixopluc per les tempestes solars.
El 6 de febrer de 2019, el canal de YouTube #dearMoon va penjar un vídeo on Maezawa parla de la pel·lícula First Man amb el seu director Damien Chazelle i l'actor protagonista Ryan Gosling, i al vídeo Maezawa convida oficialment Chazelle a anar amb ell al projecte #dearMoon, fent Chazelle la primera persona a rebre públicament la invitació per anar-hi. No obstant, Chazelle va contestar que s'ho havia de pensar i parlar-ne amb la seva dona.

## Objectiu

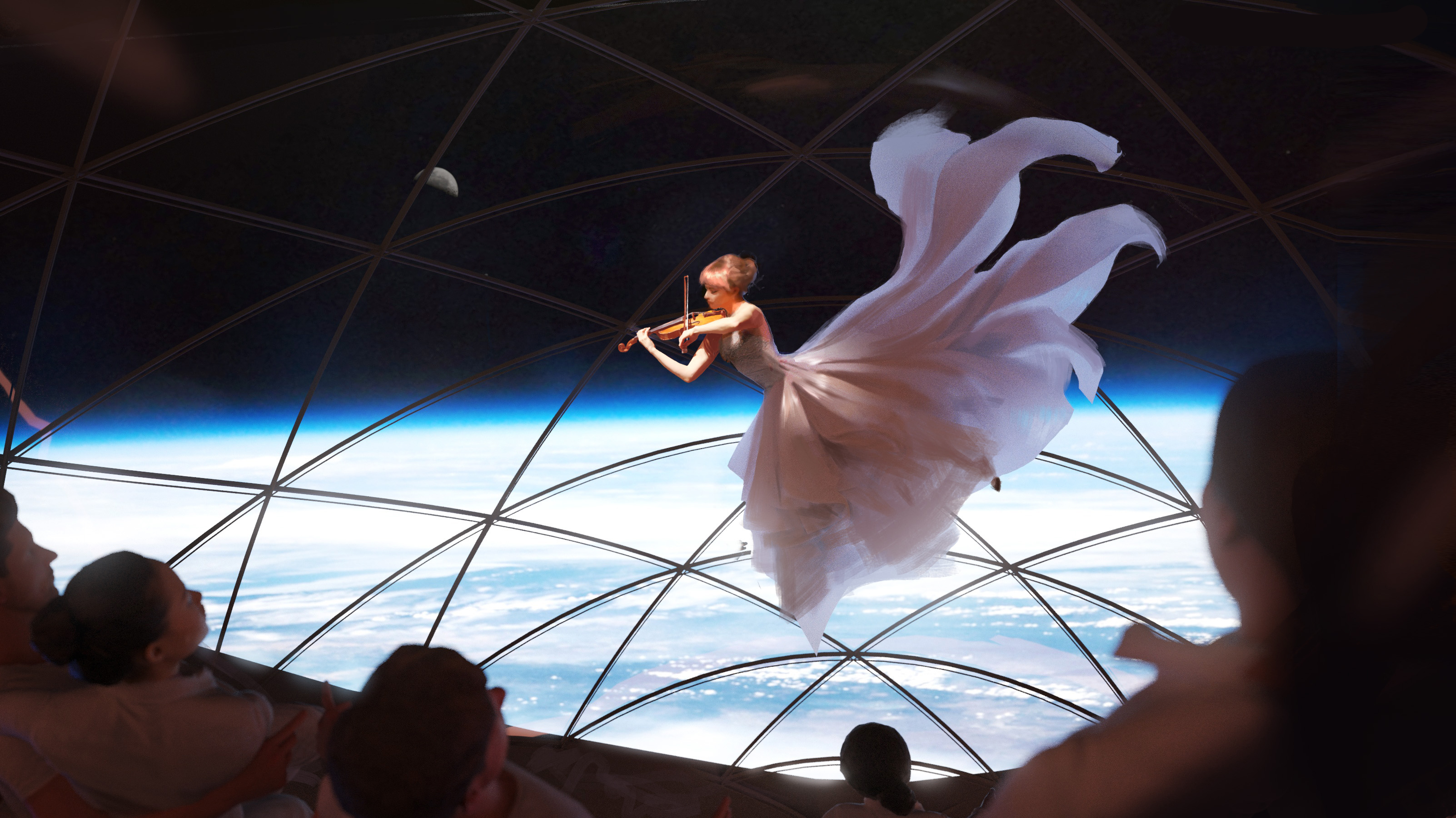
Una il·lustració artística d

Els passatgers del projecte #dearMoon seran Yusaku Maezawa i entre sis i vuit artistes reconeguts que Maezawa convidarà a viatjar amb ell gratuïtament. Un o dos astronautes i un nombre indeterminat de pilots de SpaceX podrien anar també a bord. Maezawa espera que aquest vol inspiri els artistes en la seva creació d'art nou, que es presentarà després del seu retorn a la Terra. Maezawa espera que aquest projecte ajudi a promoure la pau en el món.
Artistes convidats (sense haver acceptat) per Maezawa fins ara
- Damien Chazelle. Director cinematogràfic.[10]

## Perfil de la missió
S'ha proposat de llançar el 2023, i es calcula que durarà sis dies. El 1970, l'Apollo 13 va seguir una trajectòria similar al voltant de la Lluna, sense entrar-hi en òrbita ni aterrar-hi. Durant la dècada de 2020 la NASA ha proposat de llançar Exploration Mission 1 i Exploration Mission 2 en trajectòries similars; s'ha previst que la segona sigui tripulada i es llanci el 2022.